# Skate America 2005
Navigation
Édition précédente Édition suivante
Le Skate America est une compétition internationale de patinage artistique qui se déroule aux États-Unis au cours de l'automne. Il accueille des patineurs amateurs de niveau senior dans quatre catégories: simple messieurs, simple dames, couple artistique et danse sur glace.
Le vingt-quatrième Skate America est organisé du 20 au 23 octobre 2005 au Boardwalk Hall d'Atlantic City dans le New Jersey. Il est la première compétition du Grand Prix ISU senior de la saison 2005/2006.

## Résultats

### Messieurs
| Rang | Nom                  | Pays        | Points | Programme court | Programme court | Programme libre | Programme libre |
| ---- | -------------------- | ----------- | ------ | --------------- | --------------- | --------------- | --------------- |
| 1    | Daisuke Takahashi    | Japon       | 218.54 | 1               | 69.10           | 1               | 149.44          |
| 2    | Evan Lysacek         | États-Unis  | 193.71 | 3               | 67.75           | 3               | 125.96          |
| 3    | Brian Joubert        | France      | 190.28 | 4               | 62.88           | 2               | 127.40          |
| 4    | Kevin Van Der Perren | Belgique    | 185.09 | 2               | 68.79           | 4               | 116.30          |
| 5    | Yannick Ponsero      | France      | 160.53 | 5               | 61.95           | 6               | 98.58           |
| 6    | Timothy Goebel       | États-Unis  | 154.68 | 6               | 58.72           | 8               | 95.96           |
| 7    | Dennis Phan          | États-Unis  | 151.90 | 7               | 53.92           | 7               | 97.98           |
| 8    | Sergei Davydov       | Biélorussie | 147.13 | 8               | 52.71           | 10              | 94.42           |
| 9    | Christopher Mabee    | Canada      | 147.00 | 11              | 42.40           | 5               | 104.60          |
| 10   | Song Lun             | Chine       | 145.92 | 9               | 51.50           | 11              | 94.42           |
| 11   | Kristoffer Berntsson | Suède       | 143.39 | 10              | 51.19           | 12              | 92.20           |
| 12   | Silvio Smalun        | Allemagne   | 137.04 | 12              | 42.40           | 9               | 94.64           |

### Dames
| Rang    | Nom                | Pays        | Points | Programme court | Programme court | Programme libre | Programme libre |
| ------- | ------------------ | ----------- | ------ | --------------- | --------------- | --------------- | --------------- |
| 1       | Ielena Sokolova    | Russie      | 163.02 | 1               | 57.94           | 2               | 105.08          |
| 2       | Alissa Czisny      | États-Unis  | 159.30 | 3               | 52.82           | 1               | 106.48          |
| 3       | Yoshie Onda        | Japon       | 150.98 | 2               | 53.90           | 3               | 97.08           |
| 4       | Beatrisa Liang     | États-Unis  | 133.00 | 4               | 47.54           | 5               | 85.46           |
| 5       | Emily Hughes       | États-Unis  | 126.78 | 8               | 38.74           | 4               | 88.04           |
| 6       | Mira Leung         | Canada      | 125.82 | 5               | 47.48           | 8               | 78.34           |
| 7       | Constanze Paulinus | Allemagne   | 122.06 | 7               | 40.52           | 6               | 81.54           |
| 8       | Júlia Sebestyén    | Hongrie     | 121.78 | 6               | 42.46           | 7               | 79.32           |
| 9       | Fang Dan           | Chine       | 112.26 | 10              | 36.90           | 9               | 75.36           |
| 10      | Idora Hegel        | Croatie     | 106.42 | 9               | 37.30           | 10              | 69.12           |
| Forfait | Miriam Manzano     | Australie   |        |                 |                 |                 |                 |
| Forfait | Jenna McCorkell    | Royaume-Uni |        |                 |                 |                 |                 |

### Couples
| Rang | Nom                             | Pays       | Points | Programme court | Programme court | Programme libre | Programme libre |
| ---- | ------------------------------- | ---------- | ------ | --------------- | --------------- | --------------- | --------------- |
| 1    | Zhang Dan / Zhang Hao           | Chine      | 179.14 | 1               | 59.90           | 1               | 119.24          |
| 2    | Rena Inoue / John Baldwin       | États-Unis | 164.44 | 3               | 54.84           | 2               | 109.60          |
| 3    | Julia Obertas / Sergei Slavnov  | Russie     | 160.40 | 4               | 54.04           | 4               | 106.36          |
| 4    | Elizabeth Putnam / Sean Wirtz   | Canada     | 154.42 | 7               | 47.20           | 3               | 107.22          |
| 5    | Marcy Hinzmann / Aaron Parchem  | États-Unis | 154.30 | 2               | 55.00           | 6               | 99.30           |
| 6    | Jessica Dubé / Bryce Davison    | Canada     | 152.20 | 6               | 47.90           | 5               | 104.30          |
| 7    | Rebecca Handke / Daniel Wende   | Allemagne  | 133.84 | 5               | 48.70           | 7               | 85.14           |
| 8    | Marylin Pla / Yannick Bonheur   | France     | 130.48 | 8               | 47.20           | 8               | 83.28           |
| 9    | Amanda Evora / Mark Ladwig      | États-Unis | 128.02 | 9               | 45.28           | 9               | 82.74           |
| 10   | Julia Beloglazova / Andrei Bekh | Ukraine    | 109.82 | 10              | 36.84           | 10              | 72.98           |

### Danse sur glace
| Rang | Nom                                     | Pays       | Points | Danse imposée | Danse imposée | Danse originale | Danse originale | Danse libre | Danse libre |
| ---- | --------------------------------------- | ---------- | ------ | ------------- | ------------- | --------------- | --------------- | ----------- | ----------- |
| 1    | Tanith Belbin / Benjamin Agosto         | États-Unis | 190.45 | 1             | 36.73         | 1               | 58.37           | 1           | 95.35       |
| 2    | Isabelle Delobel / Olivier Schoenfelder | France     | 184.47 | 2             | 36.43         | 2               | 55.77           | 2           | 92.27       |
| 3    | Oksana Domnina / Maksim Chabaline       | Russie     | 169.23 | 3             | 32.41         | 3               | 51.50           | 3           | 85.32       |
| 4    | Megan Wing / Aaron Lowe                 | Canada     | 159.31 | 4             | 31.49         | 5               | 48.12           | 4           | 79.70       |
| 5    | Jamie Silverstein / Ryan O'Meara        | États-Unis | 155.51 | 6             | 28.44         | 4               | 48.28           | 5           | 78.79       |
| 6    | Christina Beier / William Beier         | Allemagne  | 152.83 | 5             | 28.55         | 6               | 47.89           | 6           | 76.39       |
| 7    | Tiffany Stiegler / Sergei Magerovski    | États-Unis | 142.94 | 11            | 23.71         | 7               | 43.52           | 7           | 75.71       |
| 8    | Lauren Senft / Leif Gislason            | Canada     | 139.19 | 7             | 25.59         | 9               | 40.21           | 8           | 73.39       |
| 9    | Ekaterina Rubleva / Ivan Shefer         | Russie     | 131.44 | 9             | 24.32         | 8               | 40.51           | 9           | 66.61       |
| 10   | Siobhan Karam / Joshua McGrath          | Canada     | 129.84 | 10            | 24.04         | 11              | 39.55           | 10          | 66.25       |
| 11   | Laura Munana / Luke Munana              | Mexique    | 122.88 | 12            | 22.43         | 12              | 35.85           | 11          | 64.60       |
| 12   | Julia Golovina / Oleg Voiko             | Ukraine    | 121.73 | 8             | 24.77         | 10              | 39.67           | 12          | 57.29       |

## Sources
- Résultats du Skate America 2005 sur le site de l'ISU
- Patinage Magazine N°100 (Hiver 2005/2006)